# Zimbabue en los Juegos Paralímpicos de Arnhem 1980
Zimbabue estuvo representado en los Juegos Paralímpicos de Arnhem 1980 por cinco deportistas, tres mujeres y dos hombres.

## Medallistas
El equipo paralímpico zimbabuense obtuvo las siguientes medallas:
| Nombre                        | Deporte            | Evento                    |
| ----------------------------- | ------------------ | ------------------------- |
| Oro                           |                    |                           |
| —                             |                    |                           |
| Plata                         |                    |                           |
| Sandra James                  | Atletismo          | Disco 1A femenino         |
| Sandra James                  | Atletismo          | Maza 1A femenino          |
| Sandra James                  | Atletismo          | Peso 1A femenino          |
| Mary Dube                     | Atletismo          | Jabalina 3 femenino       |
| Sandra James Eileen Robertson | Bolos sobre hierba | Dobles 1A-1B femenino     |
| Eileen Robertson              | Natación           | 25 m braza 1B femenino    |
| Sandra James                  | Natación           | 25 m braza 1A femenino    |
| Sandra James                  | Tenis de mesa      | Individual 1A femenino    |
| Bronce                        |                    |                           |
| Eileen Robertson              | Bolos sobre hierba | Individual 1A-1B femenino |
| Eileen Robertson              | Natación           | 25 m espalda 1B femenino  |
| Eileen Robertson              | Natación           | 25 m libre 1B femenino    |
| Andrew James Scott            | Natación           | 50 m espalda 3 masculino  |